# Gran Diosa de Teotihuacán

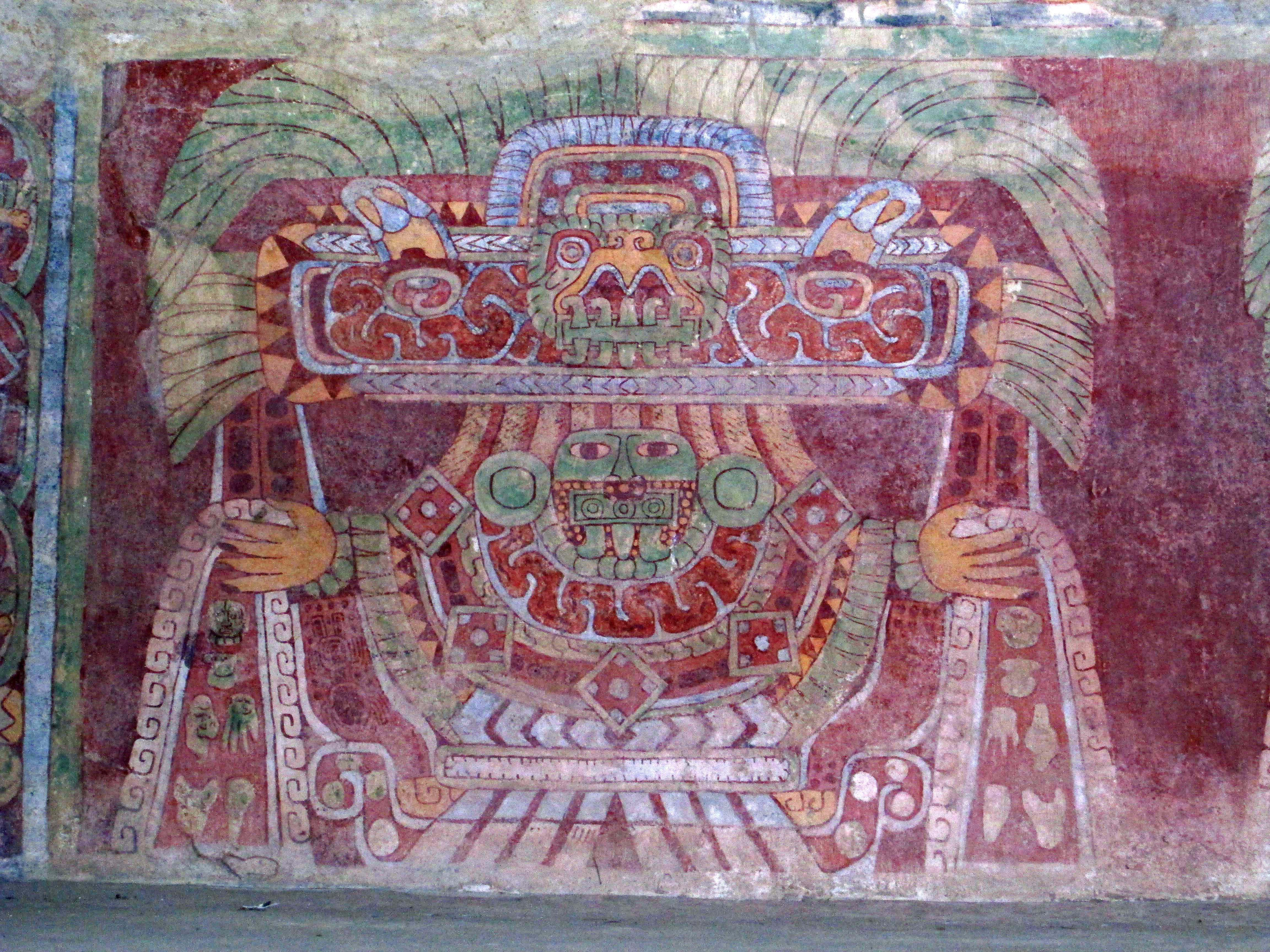
Mural del complejo Tetitla mostrando a la Gran Diosa.

La Gran Diosa de Teotihuacán (o Mujer Araña de Teotihuacán) es una propuesta interpretativa, acerca de una deidad de la civilización precolombina de Teotihuacán, en lo que hoy es el Estado de México.

## Descripción
Didgure Pasztory llegó a la conclusión de que las cifras representan una diosa de la fertilidad y de la vegetación que era una precursora de la diosa azteca, mucho más tardía Xochiquetzal. En 1983, Karl Taube la bautizó a esta diosa como la " mujer araña de Teotihuacán". La descripción más neutral de esta deidad como la "Gran Diosa" desde entonces ha ganado adeptos.
La Gran Diosa ha sido identificado en otros lugares distintos a Tepantitla, entre ellos Teotihuacán, en las instalaciones de Tetitla, el Palacio de los Jaguares y el Templo de la Agricultura, así como en varios buques.

## La Gran Diosa

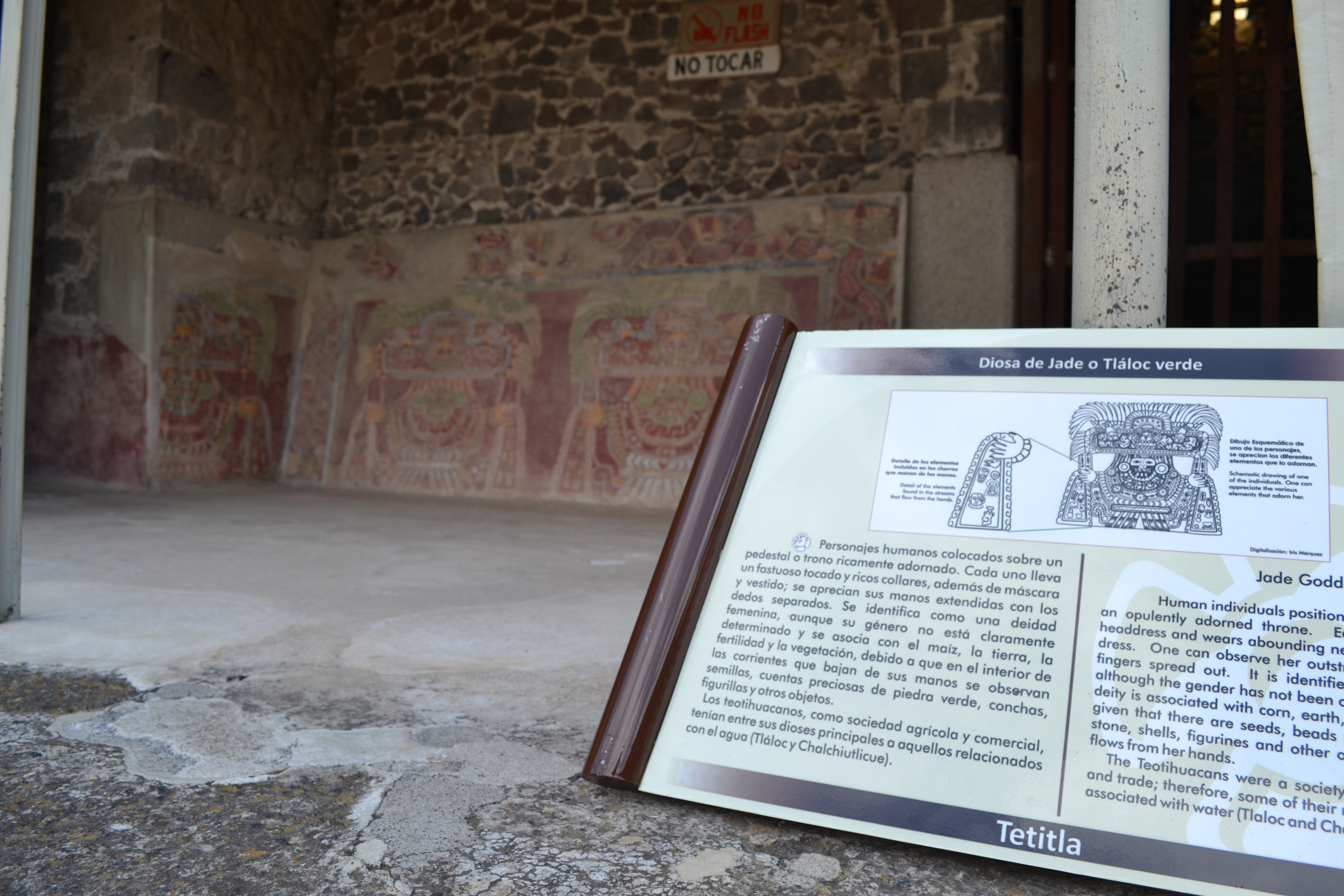
Tláloc verde también llamada así

En los murales de Tepantitla y Tetitla, la gran diosa lleva un tocado marco que incluye la cara de un pájaro verde, identificado generalmente como una lechuza o un quetzal.
Ella se muestra entre varias arañas y con una coloración de su cuerpo de color amarillo, otro elemento distintivo de otras deidades mesoamericanas. Su característica más distintiva es una pieza nasal que consta de una barra rectangular con tres círculos. Inmediatamente debajo de esta barra cuelgan tres o cinco "colmillos". Los colmillos exteriores se curvan hacia el centro, mientras que el colmillo medio apunta hacia abajo.
En la representación del compuesto de Tepantitla, la gran diosa aparece con vegetación que crece de la cabeza, tal vez un árbol del mundo o flores alucinógenas de Gloria de la Mañana. Las arañas y mariposas aparecen en las gotas de la vegetación y el agua de sus ramas y fluyen por las manos de la Gran Diosa. El agua también parece ser que fluye desde su parte inferior del cuerpo. Fueron estas muchas representaciones de agua que llevaron a Caso a declarar que se trataba de una representación del dios de la lluvia, Tláloc.
Por debajo de esta representación, separada de ella por dos serpientes que una representa a Quetzalcoatl y al lado izquierdo se encuentra una pieza nasal rectangular con tres círculos e inmediatamente si son cinco pequeños colmillos y se curvan hacia adentro y el colmillo media es más grande apuntando hacia bajo con una tonalidad de color rojo las dos representaciones de Quetzalcoatl y la otra supuesta serpiente de los colmillos son de color verde y no están entrelazadas la serpiente de Quetzalcoatl pareciera que está flotando y un Tablero de talud, que muestra una entrada con unas escaleras yendo hacia abajo y las otras terminan dentro de lo que será la pirámide con estilo tablero talud y en la entrada de la pirámide hay una escena de una imagen que representa el calendario o el dios de la muerte, la pirámide entre los espacios que corresponde al tablero están llenos de vegetación y en las espacios de la pirámide se pueden apreciar caras humanas o sacerdotes y alado izquierdo se encuentra la diosa o dios con un tamaño al de la pirámide talud tablero que se derivan de una montaña en la parte inferior de la escena. Caso interpreta esta escena como el reino más allá de Tláloc, aunque esta interpretación también ha sido cuestionada.

## Dominio

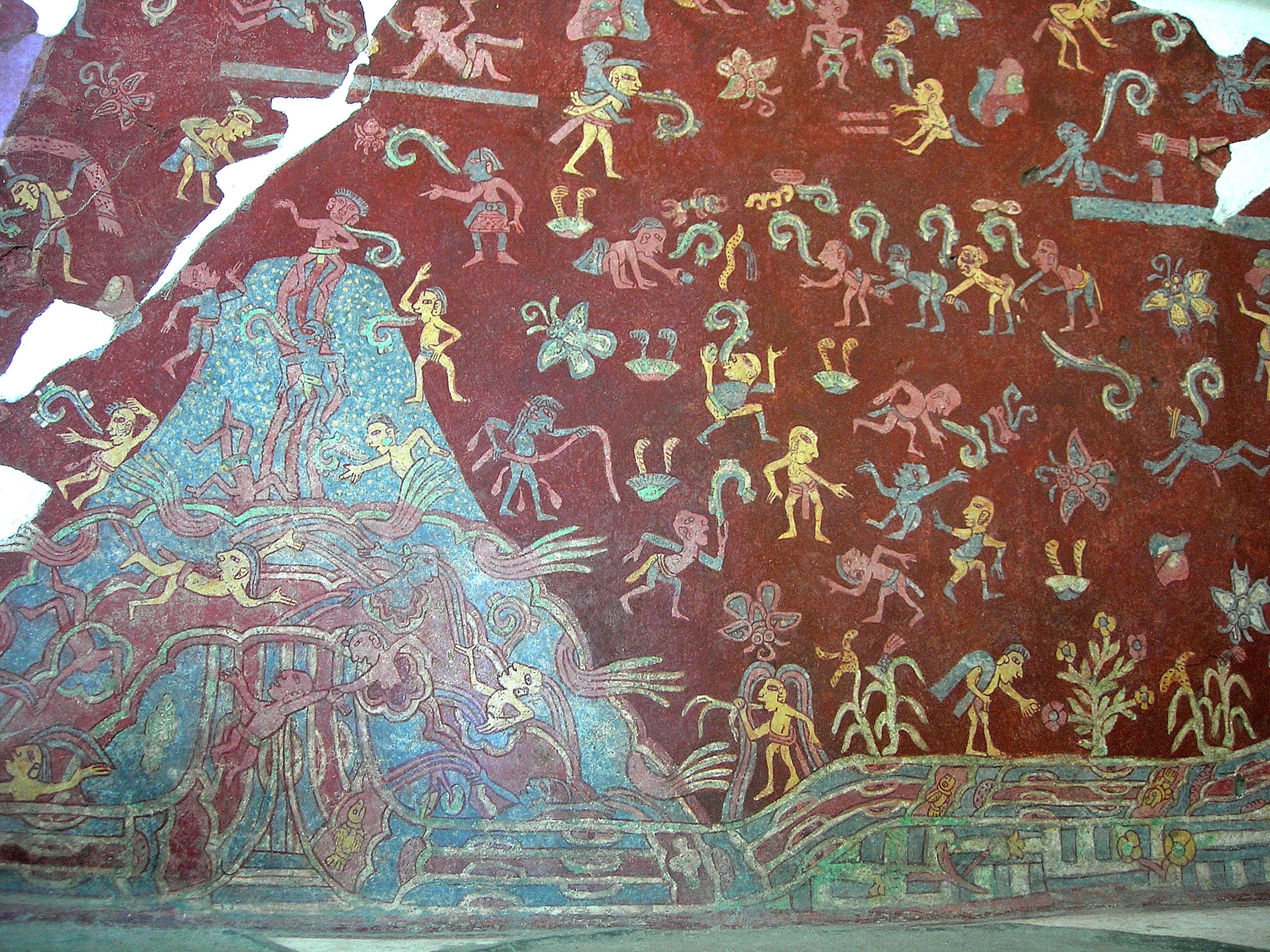
Una parte del mural a partir del compuesto de Tepantitla, que aparece bajo el retrato de la Gran Diosa. Hay muchas interpretaciones de esta escena.

La Gran Diosa se cree que fue una diosa del Inframundo, la oscuridad, la tierra, el agua, la guerra, y posiblemente incluso la creación misma. Para las antiguas civilizaciones de Mesoamérica, el jaguar, la lechuza, y especialmente la araña fueron considerados criaturas de la oscuridad, a menudo se encuentran en cuevas, y durante la noche. El hecho de que la Gran Diosa se representa con frecuencia con todas estas criaturas también apoya la idea de las conexiones de sus bajos fondos.
En muchos de los murales, la Gran Diosa se muestra con muchos de los arácnidos corriendo en el fondo, en su ropa, o colgando de sus brazos. Ella se ve a menudo con los escudos decoradas con telas de araña, lo que sugiere su relación con la guerra. Su adorno nasal es el adorno más reconocible de la deidad, la finalización de su transformación en la diosa-como arácnido.

## Otras interpretaciones
Si bien el consenso es que estos murales muestran una sola deidad o sobrenatural, hay otras interpretaciones dentro de la comunidad arqueológica:
- Annabeth Headrick argumenta, basándose en comparaciones con otras iconografías mesoamericanas, las prácticas religiosas y mitos de la creación que esta cifra es en realidad un "árbol del mundo", identificado con la Vía Láctea, que crece de una montaña sagrada.[6]

- En un artículo de 2006 de la antigua Mesoamérica , Zoltán Paulinyi argumenta que la Gran Diosa o mujer araña es "altamente especulativa" y es el resultado de la fusión de hasta seis dioses y diosas no relacionados.

- En "La Montaña olmeca y la creación de árboles en cosmología mesoamericana", Linda Schele afirma que el mural de la Mujer Araña principal es ", ya sea un gobernante de Teotihuacán o de la Gran Diosa".[7]

- Del mismo modo, en su artículo web, John P. Jacobs considera que "Si bien difieren en los detalles, la mayoría de los autores aceptan una interpretación religiosa de muchos elementos del arte mural. Me pregunto si la evidencia apoya esta interpretación es amplia".[8]

## Deidades similares
Algunos aborígenes americanos, como los Pueblo y Navajo, reverencian lo que parece ser una deidad similar. Conocida como la Abuela Araña, que comparte muchos rasgos con la Mujer Araña de Teotihuacán.